# Charles Collier (frère Adolphe-Joseph)
Pour les articles homonymes, voir Charles Collier.
Charles Collier, né le 12 juin 1872 à Paris où il est mort le 30 mars 1940, est un éducateur français, appartenant à l'ordre religieux laïc de vie consacrée des Frères des écoles chrétiennes. Il est aussi connu en religion sous le nom de frère Adolphe-Joseph.
Pendant vingt-deux ans, il a été directeur du pensionnat Jean-Baptiste-de-La-Salle à Rouen.

## Biographie
Charles-Adrien Collier naît à Paris, le 12 juin 1872. Son père, Eugène Collier, petit-fils d'un officier d'Empire, avait épousé, en 1871, Cécile Delivré, petite-fille d'un notaire de Chatou. Il grandit dans un milieu de bourgeoisie moyenne et chrétienne ; parmi les amis de son père, le frère Joseph (Jean-Marie Josserand), assistant du supérieur général des Frères des écoles chrétiennes, aura une grande influence sur lui.
En 1880, sa mère meurt, laissant deux enfants en bas âge, Charles, huit ans, et sa sœur Marthe, deux ans.

### Des Francs-Bourgeois à Saint-Pierre de Dreux (1879-1889)
En 1879, Charles Collier entre à l'école commerciale des Francs-Bourgeois, où son père avait été élève jusqu'en 1859.
Brillant, il se porte candidat à l’« Académie » de l'école commerciale des Francs-Bourgeois en juin 1886, en devient titulaire en janvier de l'année suivante.
Les revers de fortune de son père amène le frère Joseph à le faire quitter Paris pour le pensionnat Saint-Pierre de Dreux (Eure-et-Loir), en avril 1887, en pleine année scolaire. Il y obtient son brevet supérieur, son baccalauréat de l'enseignement secondaire spécial et son baccalauréat ès-sciences (latin) en 1889.
Au cours de l'été 1888, il exprime pour la première fois au frère directeur de Saint-Pierre son souhait de devenir frère des écoles chrétiennes.

### Professeur à Saint-Pierre de Dreux (1889-1894)

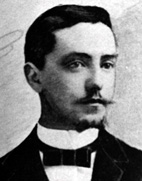
Charles Collier en 1893.

En octobre 1889, sur intervention du frère Joseph, Charles Collier devient professeur civil de mathématiques en classe de cinquième au pensionnat Saint-Pierre de Dreux (« Ces fonctions vous permettront, pendant trois ans, jusqu'au service militaire de secourir un peu votre père » lui écrivait le frère Joseph en janvier 1889).
En 1891, le directeur du pensionnat, frère Adolphe, lui confie le dernier niveau de l'enseignement secondaire spécial (5e année). Cette ascension rapide (Charles Collier n'a que 19 ans !) n'est pas sans susciter quelque émoi dans le corps professoral, avant que sa valeur professionnelle et ses talents d'éducateur ne soient unanimement reconnus.

### Charles Collier, novice (1894-1895)

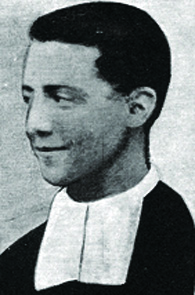
Charles Collier en 1896.

Le 24 août 1894, Charles Collier entre à la Maison du Rancher à Teloché, près du Mans (Sarthe), pour son noviciat.
Il prend l'habit des Frères des écoles chrétiennes le 19 septembre suivant sous le nom de frère Adolphe-Joseph, en référence à ses deux maîtres, frère Adolphe, directeur du pensionnat Saint-Pierre à Dreux et frère Joseph, ami de la famille et supérieur général des Frères des écoles chrétiennes.
Après un peu plus d'un an de noviciat, le frère Adolphe-Joseph quitte le Rancher pour rejoindre Saint-Pierre à Dreux.

### Retour à Dreux (1895-1904)
Dès la rentrée, le 7 octobre 1895, le frère Adolphe-Joseph prend en charge les élèves désireux de passer le baccalauréat (5 en 1895-1896). L'insuffisance du corps professoral l'amène à enseigner toutes les disciplines de l'examen : philosophie, histoire, géographie, mathématiques, physique et chimie, histoire naturelle sans oublier la formation religieuse. À l'éclectisme, il ajoute l'innovation en introduisant la géographie humaine enseignée par Jean Brunhes, neveu du supérieur général frère Gabriel-Marie (Edmond Jean-Antoine Brunhes) ou la présentation, dès 1896, des Rayons X découverts par Röntgen l'année précédente, à ses élèves, tels qu'Adolphe Lepape, Joseph Hackin, Louis Leter ou Georges Blanpain.

### Directeur du pensionnat Jean-Baptiste-de-La-Salle à Rouen (1904-1926)

#### La sécularisation et la nomination à Rouen (1904)

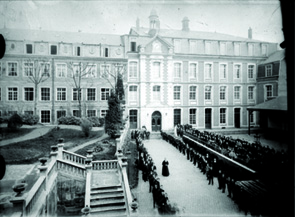
Le pensionnat Jean-Baptiste-de-La-Salle en 1900 (d'après négatif sur plaque de verre).

Si la loi sur les associations de 1901 avait épargné les écoles lasalliennes, la loi du 7 juillet 1904 interdit l'enseignement à toute congrégation religieuse. Dès lors, les Frères des écoles chrétiennes ne pouvaient enseigner ès qualités. La même loi prévoyait, en outre, la fermeture des établissements scolaires tenus par les congrégations jusqu'alors autorisées dans un délai de dix ans, à compter du 1er octobre suivant.
En application de la loi, le pensionnat Saint-Pierre de Dreux est fermé quelques semaines plus tard. Frère Adolphe-Joseph s'interroge sur son avenir : les projets envisagés par certains Frères des écoles chrétiennes, tels que l'ouverture d'un centre d'études supérieures à Mouscron (Belgique) sous sa direction (proposition lui en a été faite en décembre 1903), se heurtent aux avis d'autres favorisant la sécularisation pour maintenir, à tout le moins, le pensionnat Jean-Baptiste-de-La-Salle de Rouen.
« La sécularisation me répugne » notait frère Adolphe-Joseph en juillet 1904. Pourtant, à la demande de frère Adolphe-Marie (Adolphe Relaut), frère visiteur du district du Mans et de l'assistant du supérieur général, il accepte de quitter ses habits religieux pour reprendre ses habits civils et redevenir ainsi Charles Collier.
Le 20 août 1904, Charles Collier se présente au président du conseil d'administration de la Société d'éducation chrétienne de la rue Saint-Gervais, Paul Marc.
L'arrivée de Charles Collier à Rouen ne fut pas sans générer quelques réticences. Le 24 août 1904, le conseil d’administration, réuni en séance, accepte « en principe, les offres de Monsieur Charles Collier, charge son Président de faire sur ce candidat le supplément d'enquête nécessaire ». Un mois plus tôt, le même conseil d'administration avait souhaité, à la quasi-unanimité (neuf voix sur dix) que « la Direction du Pensionnat ne soit pas confiée, s'il est possible, à un ancien congréganiste sécularisé ». Le 10 août, il avait invité son Président « de bien vouloir insister auprès des Chers Frères résidant encore au Pensionnat, pour qu'ils consentent à anticiper de quinze jours au moins l'exécution de l'arrêt qui les en expulse le 1er octobre afin qu'il n'y ait plus un seul congréganiste dans le pensionnat au plus tard le 15 septembre à l'arrivée du nouveau Directeur et du nouveau personnel laïque enseignant ».
Toutefois, dans son assemblée générale du 21 septembre 1904, la Société anonyme d'éducation chrétienne de la rue Saint-Gervais ratifie la nomination de Charles Collier « en vue de la réouverture pour le 4 octobre du Pensionnat J.B. de La Salle avec un personnel complètement laïque ».
Arrivé à Rouen avec dix autres frères sécularisés de Dreux, dont Louis Leter et Georges Blanpain, Charles Collier se heurte également aux « sécularisés sur place », c'est-à-dire les frères sécularisés du pensionnat lui-même, opposés et mécontents de la nomination des « druides » aux postes de sous-directeur ou de titulaires des classes de baccalauréat (« De mesquines ambitions, assez peu justifiées ; de petites combinaisons, assez maladroites, s'étaient manifestées ou élaborées dans l'ombre... Une sorte de soviet avant la lettre avait nommé, en des réunions clandestines, des titulaires aux principaux postes.... Il se produisit des remous ; le désarroi et le mécontentement sévirent dans les rangs des combinards » écrira Louis Leter, lui-même venu de Dreux avec Charles Collier).

#### Le redressement (1904-1914)

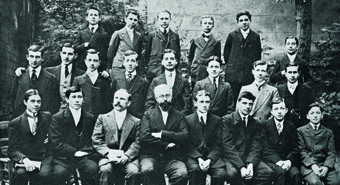
Classes de Première et Terminale du pensionnat Jean-Baptiste-de-La-Salle de Rouen en 1912.

Si le pensionnat Jean-Baptiste-de-La-Salle a pu rouvrir le 4 octobre 1904, avec 35 enseignants dont 25 frères sécularisés, les sources d'inquiétude sont loin d'être levées. Charles Collier est confronté rapidement à plusieurs problèmes concomitants : la baisse des effectifs, le risque judiciaire, les tensions internes sur la tutelle de district et les rivalités d'origine des élèves.
Alors qu'à la rentrée 1903, l'établissement comptait 420 élèves, les effectifs chutent à 344 élèves en 1904 et 305 en 1905 (encore faut-il souligner l'apport massif constitué par les élèves de Saint-Pierre de Dreux fermé dès juillet 1904). Progressivement, ceux-ci augmentent au cours des années suivantes pour atteindre 425 aux rentrées de 1910 et 1911, à la grande satisfaction des administrateurs, d'autant qu'à partir de 1910 le recrutement des élèves venant de Dreux s'est tari.
Le 3 janvier 1905, l'établissement est perquisitionné par la police sur commission rogatoire. Charles Collier est inculpé de délit d'ouverture et de direction d'un établissement congréganiste non autorisé et est poursuivi en correctionnelle avec 24 autres professeurs, pour complicité, et Paul Marc, président de la Société anonyme d'éducation chrétienne de la rue Saint-Gervais, pour complicité et pour avoir favorisé l'organisation et le fonctionnement d'un établissement congréganiste. Examinée au tribunal les 6 juillet et 3 août 1905, l'affaire est d'abord renvoyée au 7 décembre du fait du projet d'amnistie voté par le Sénat. Le 7 décembre, conformément à la loi d'amnistie du 3 novembre, plus aucune charge ne pèse sur les accusés.

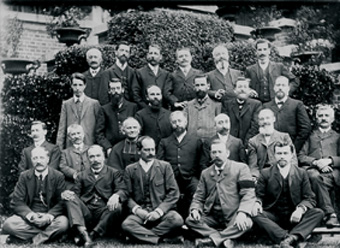
Le corps professoral du pensionnat Jean-Baptiste-de-La-Salle en 1908.

Si les tensions internes parmi les sécularisés, au sujet de la nomination de Charles Collier, se sont rapidement éteintes dès 1905, elles perdurent sur la question de la tutelle de district. Officiellement, le pensionnat Jean-Baptiste de La Salle dépendait du district de Caen-Rouen. Charles Collier, issu du district voisin du Mans, se plaçait sous l'autorité du frère visiteur de celui-ci, sans que cela ne puisse être officialisé par l'Institut de peur de contrevenir à la loi. Cette affiliation mécontenta les sécularisés normands demandant ne relever que du frère visiteur de Caen. Jusqu'en 1909, date de la mort du frère Adolphe-Marie, visiteur du district du Mans, le pensionnat et les frères sécularisés furent, de facto, rattachés au district du Mans; après celle-ci, au grand dam de Louis Leter, « Les recrues de Dreux furent abandonnées, sans compensation, au district de Caen-Rouen ».
Chez les élèves également, les oppositions entre « druides » et normands existent dès la rentrée de 1904 : « L'esprit de Dreux n'est pas celui de Rouen » dira Louis Leter,. Dès la première année, la rivalité se focalise sur le Prix des Anciens élèves disputé entre un élève rouennais et un élève « druide ». Charles Collier, afin de faire taire les dissensions, dédouble le prix.
En parallèle, Charles Collier modernise l'établissement en acquérant du matériel de radiologie dès 1910, en préconisant l'installation du téléphone en 1908, en généralisant l'électrification de l'ensemble des bâtiments en 1905.
Il accroît l'éventail des formations proposées par l'établissement, demandant dès 1910, l'ouverture d'un cours commercial pour les élèves s'orientant vers les professions industrielles et commerciales au-delà de leur brevet supérieur. L’ouverture de cet enseignement ne sera effectif que 2 ans plus tard ; Charles Collier y associera très vite les professionnels, industriels et commerçants, pour faire cours et conférences, en plus des cours d'arithmétique, de physique et chimie appliquées, de géographie, d'étude des textiles et de dactylographie dispensés par les enseignants.
À l'égard des enseignants du pensionnat, Charles Collier cherche à en améliorer le sort auprès du conseil d'administration de la Société d'éducation chrétienne de la rue Saint-Gervais : hausse de leur salaire,, location par la société anonyme d'une maison de repos dite « manoir de Marbeuf », à Sahurs, pour les enseignants et œuvre à la création d'une caisse mutuelle de retraite pour les professeurs de l'enseignement libre au sein du pensionnat,.

#### Les contraintes de la guerre (1914-1918)

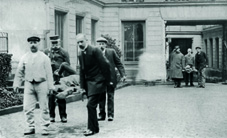
Arrivée de soldats blessés à l'Hôpital auxiliaire no 1 (1914).

Le 2 juillet 1900, un accord était passé entre le directeur du pensionnat, frère Thomas (Jean-Baptiste Pichon), et la Société de secours aux blessés militaires de la Croix-Rouge, mettant à disposition, en cas de guerre, les immeubles, le matériel et la plus grande partie du personnel du pensionnat pour un hôpital auxiliaire. Au lendemain du départ des frères en 1904, le conseil d'administration de la société anonyme d'éducation chrétienne confirme l'accord passé en 1900 à l'exclusion de la mise à disposition du personnel, désormais laïc.
Le 25 juillet 1914, Charles Collier est au manoir de Marbeuf-Sahurs ; il écrit une lettre aux élèves en vacances qui doit être insérée dans la revue mensuelle du pensionnat Jean-Baptiste-de-La-Salle, Chez Nous. Quelques jours plus tard, il revient à Rouen alors que les menaces de guerre se profilent.
Dès lors, tout au long du conflit, il commence un Journal de guerre, « douze gros cahiers », dont des extraits sont publiés chaque mois dans Chez nous sous la rubrique « Chronique du Pensionnat ». Elle permet d'établir le lien entre les anciens élèves, les familles, les professeurs, les élèves et le pensionnat. Les lettres de soldats qui lui sont adressées sont, en partie, également publiées. Principal rédacteur de la revue, il ne laisse en rien transparaître ses doutes ou ses craintes, affirmant son patriotisme auprès des lecteurs(« nous manifestons notre inébranlable confiance dans le triomphe de la cause sacrée pour laquelle plusieurs de nos collaborateurs et la plupart de nos anciens élèves offrent, à cette heure même, et sans compter, leur sang et au besoin leur vie », « La conviction que tous les Français doivent participer à la lutte sans merci qui s'est engagée - il s'agit de la vie ou de la mort de la Patrie ! »), même si dans son Journal de guerre, non publié, il tempère l'enthousiasme général (« Tout cela sent bien un peu le « bluff »... Quant aux appréciations sur l'armée française en général, sur les officiers en particulier, elles dépassent les bornes... Se défier de tous les emballements, et de tous les bavards, de tous les « renseignés » »), évoque la baisse du moral après les batailles du Cateau et de Guise : « La panique règne dans une partie de la population rouennaise ; des familles viennent demander conseil. On invoque toutes les excuses que la peur déguisée en prudence suggère à des imaginations désemparées. Au fond, c'est le cœur qui manque : on craint de souffrir et de voir souffrir; la volonté faiblit, on cède à la contagion et on la propage. Si cette maladie se développe, nous serons vaincus, et nous l'aurons mérité" ». 
Initialement, le pensionnat devait non seulement être dévolu à un hôpital auxiliaire mais aussi être réquisitionné pour le logement de réservistes. Le 2 août 1914, Charles Collier note qu'aucune démarche militaire n'a été faite en ce sens. Un mois plus tard, le 8 septembre 1914, il reçoit l'approbation de l'inspecteur d'académie pour la reprise des classes le 1er octobre suivant, donnant naissance à sa réputation de « double sauveur » du pensionnat.
Dès lors, l'établissement devra cohabiter avec l'hôpital, officiellement ouvert le 22 août.
 Charles Collier doit alors faire face à une triple préoccupation : la baisse du nombre d'élèves, le manque de place, la mobilisation de plusieurs professeurs :
- Dix-huit enseignants, au total, furent mobilisés ; certains furent remplacés par des enseignants venus de L'Écluse[v](Pays-Bas) ou de Belgique tandis que Edward Montier devenait enseignant et que Charles Collier reprenait ses cours de philosophie.
- L'Hôpital auxiliaire no 1 occupait l'essentiel de l'établissement (dortoirs, classes, cuisine). Initialement prévu pour 200 lits, sa capacité est portée à 300 en juin 1915, réduisant la place destinée à l'accueil des élèves. Charles Collier dut aménager de nouvelles salles de classe dans des locaux jusqu'alors inutilisés[27] et transformer la salle des fêtes en dortoir[36]. Pudiquement, il évoquera ces questions dans un éditorial du Chez nous (« Nous nous sommes gênés, et à ce prix des existences ont été sauvées par centaines »[37]).
- Ces contraintes ont abouti à limiter le nombre d'inscriptions dès la rentrée 1914, notamment d'internes (certains furent logés en ville). Au 1er octobre 1914, le nombre d'élèves n'était plus que de 252 contre 390 à la rentrée précédente. Dans une réunion du Conseil d'administration, Charles Collier évoque également d'autres raisons à la baisse des effectifs : les hausses successives des frais de scolarité et d'internat, les départs groupés de fratries, de familles de réfugiés des régions envahies[38]. Finalement, à la rentrée de 1918, les effectifs sont toujours inférieurs à ceux de l'année scolaire 1913-1914 (319 contre 390).

#### L'apogée du directorat (1919-1926)

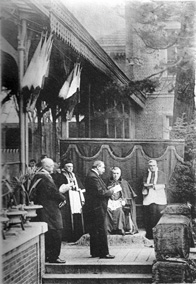
Inauguration du monument aux morts du pensionnat Jean-Baptiste-de-La-Salle, 28 novembre 1920.

L'après-guerre marque l'apogée du directorat de Charles Collier au pensionnat Jean-Baptiste-de-La-Salle. Selon Louis Leter, il représente alors le « directeur complet » en dépit de son humilité réelle (« Cet homme n'a jamais oublié personne que lui-même » dira-t-on à son départ).

##### La reconnaissance
Les manifestations majeures qui se déroulèrent au sein de l'établissement manifestent l'envergure et l'aura de Charles Collier auprès des institutions diocésaines, des familles, des élèves et des anciens élèves.
- En avril 1919, il accueille le cardinal Dubois, archevêque de Rouen, pour le bicentenaire de la mort de saint Jean-Baptiste de La Salle.
- Le 28 novembre 1920, il reçoit de nouveau le cardinal Dubois pour présider l'inauguration du monument aux morts. À ceux qui auraient voulu une statue ou un groupe érigé sur la cour, Charles Collier a imposé un monument plus sobre, composé de plaques de marbre et apposé dans le vestibule de la chapelle[39].
- En janvier 1921, il initie et prend en charge la compilation des informations pour la constitution d'un Livre d'or (« Nous désirons réaliser une œuvre aussi exacte et aussi riche que possible au point de vue de la documentation[41]. »). Paru quatre ans plus tard, Charles Collier y voit « un livre de chevet de ceux qui veulent demeurer fidèles aux principes enseignés « chez nous », aux viriles disciplines qui les ont formés et soutenus[42] ».
- Les 25 et 26 avril 1925, il organise les Noces d'or du pensionnat, fêtes grandioses en présence de l'évêque de Bayeux et de Lisieux, Mgr Thomas Lemonnier et de celui d'Évreux, Mgr Constantin Chauvin, sous la présidence de l'archevêque de Rouen, Mgr André du Bois de La Villerabel.
- La distribution des prix est également l'occasion de fêtes présidées par le cardinal Dubois, archevêque de Rouen (9 juillet 1920[43]), son successeur Mgr André du Bois de La Villerabel (13 juillet 1921[44]), le général Édouard Husband, commandant le 3e Corps d'Armée (11 juillet 1922[45]), l'abbé Jomard, vicaire général de l'archevêché de Rouen (10 juillet 1923[46]), Louis Deschamps, ancien maire de Petit-Quevilly, fondateur de la Mutualité maternelle départementale (10 juillet 1926[47]).

##### L'affirmation des idées

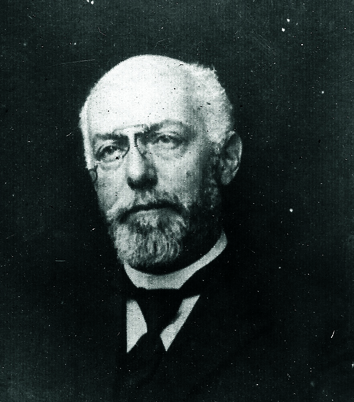
Charles Collier en 1925.

Alors qu'avant-guerre Charles Collier ne laissait transparaître ouvertement ses idées sur la société ou la politique, il les exprime plus ouvertement après 1918, lors de ces cérémonies ou dans ses éditoriaux du Chez nous. Déjà, pendant le conflit, il avait condamné le positivisme et le scientisme et appelé à réaffirmer la place de la religion en France.
Ses avis sont beaucoup plus tranchés après la fin du conflit ; il s'exprime sur la situation sociale, s'inquiétant des mouvements sociaux de l'automne 1919 ou soutenant l'appel de l’Association amicale des anciens élèves du pensionnat demandant à ses membres de se mettre à disposition des pouvoirs publics pour s'opposer à la grève générale des cheminots en mai 1920 ; il dénonce un affaiblissement moral et intellectuel.
À compter de 1921, la pérennité de l'enseignement libre devient son cheval de bataille : « La question de l'enseignement libre est plus angoissante que jamais », écrit-il en décembre de la même année). Il s'inquiète du faible recrutement des enseignants, en rend responsable la loi de juillet 1904 sur l'interdiction d'enseigner aux membres des congrégations religieuses et en demande l'abrogation,, incitant les anciens élèves à user de leurs droits pour peser sur la politique,.
Par ces prises de positions, Charles Collier s'inscrit dans l'affirmation de la droite catholique au lendemain de la Première Guerre mondiale. « L'heure est trop grave pour que nous donnions libre carrière aux chimères et aux illusions; nul Catholique, nul Français ne doit sommeiller en ce moment » écrivait-il en 1921 dans un éditorial de Chez Nous. Si la question de l'enseignement libre était « plus angoissante que jamais » durant la législature du Bloc National, malgré la réouverture des relations diplomatiques avec le Vatican (mai 1921), les déclarations et les projets du Cartel des Gauches, vainqueur des élections de 1924, renforce l'engagement public de Charles Collier. Il soutient ouvertement les associations, mouvements ou partis s'opposant à la politique laïque du gouvernement dirigé par Édouard Herriot.
Ses éditoriaux de février, mars, avril et mai 1926 dans Chez nous témoignent de son implication politique,,,. Sous le titre « Le Terrain de la lutte », il y condamne le caractère intangible des lois de 1904, dénonçant une « ligne Hindenburg construite patiemment par la franc-maçonnerie », soutient l'action du général de Castelnau, fondateur de la Fédération nationale catholique, la Ligue des droits du religieux ancien combattant (D.R.A.C.) créée par le franciscain Dom François-Josaphat Moreau en 1924, la Fédération des amicales de l'enseignement catholique, dont le premier congrès national s'était tenu à Marseille en 1922, l'Union pour la paix religieuse (U.P.R.), association de combat créée par le cardinal-archevêque de Rouen, Mgr André du Bois de La Villerabel en octobre 1924 ou l'éphémère Légion d'Antoine Rédier.
Ce conservatisme ne saurait classer Charles Collier parmi les partisans d'une droite dure, traditionaliste voire extrême. Durant l'ensemble de son directorat, il aura davantage privilégié le catholicisme social en favorisant l'épanouissement des cercles Ozanam, de la Conférence Saint-Vincent de Paul, de l'Association catholique de la jeunesse française au sein de l'établissement qu'il dirige. Il milite également pour les Semaines sociales et la création de l’École sociale de Rouen, alternative au marxisme par la mise en œuvre des principes chrétiens dans la société.
 De même, son soutien aux patronages des Philippins, dont une section était ouverte dans l'établissement dès 1905, et à son président Edward Montier le rapproche de la démocratie chrétienne. En novembre 1925, il pousse à l'élection de Georges Lanfry, membre actif de Jeune République, à la tête de l'Amicale des anciens élèves du pensionnat.
Par ailleurs, si l'opposition de Charles Collier au Cartel des Gauches était réelle, il s'opposait à la droite conservatrice, qualifiant de laïque la réforme des programmes scolaires d'août 1924. Alors que le décret Bérard avait supprimé l'enseignement secondaire sans latin en 1923, le nouveau ministre de gauche, François Albert le rétablissait le 9 août 1924, suscitant l'approbation de Charles Collier : « Les réformes récentes ont pratiquement affirmé, rétabli ou maintenu le primat de la culture littéraire, dont l'influence formatrice est indéniable : on ne peut que s'en féliciter ».

##### Le départ

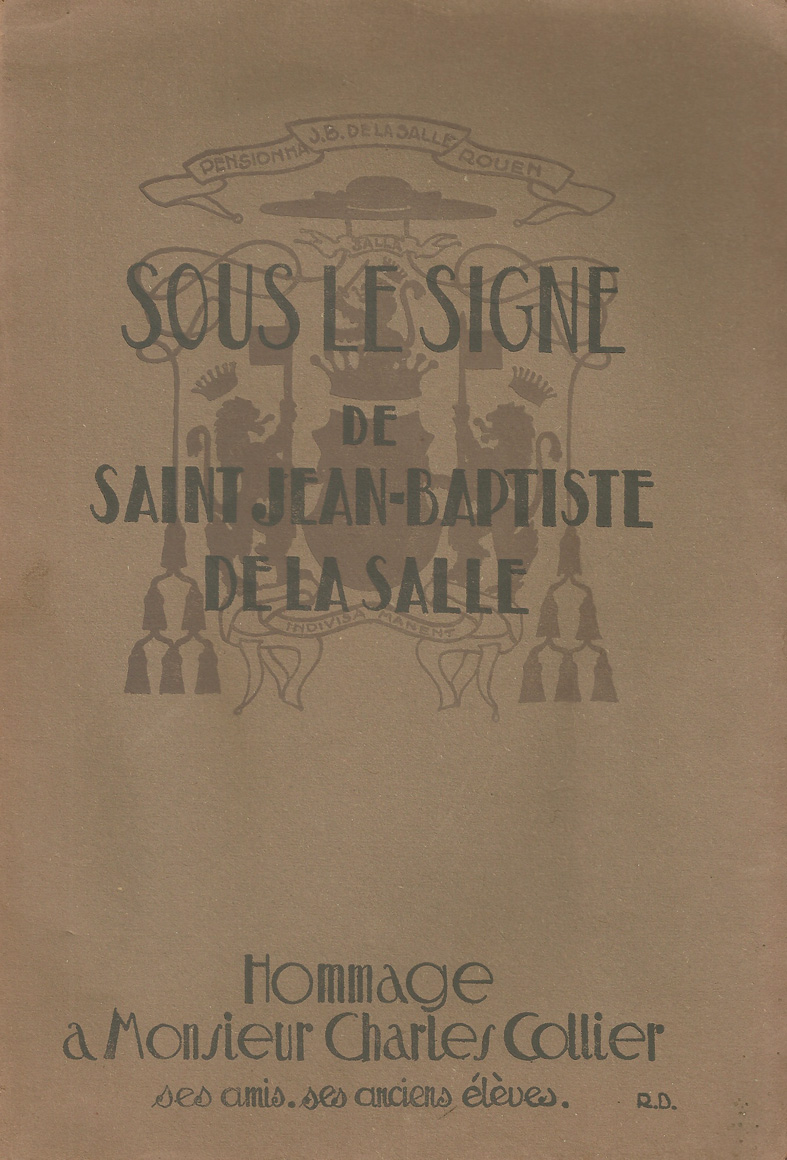
Sous le signe de Saint Jean-Baptiste de La Salle, Hommage à Monsieur Charles Collier, édité en 1927.

Le 17 septembre 1926, Maurice Morin, président de la Société anonyme d'éducation chrétienne de la rue Saint-Gervais, recevait la démission de Charles Collier de son poste de directeur du pensionnat Jean-Baptiste-de-La-Salle. Georges Blanpain lui succédait. Le conseil d'administration du 6 octobre 1926 ratifiait ces décisions. À la demande de son successeur, Charles Collier restait au pensionnat jusqu'au 27 octobre 1926 (il assura d'ailleurs le remplacement d'un professeur de français et latin en classe de 6e pendant trois semaines).
Le 24 octobre 1926, la Société anonyme d'éducation chrétienne de la rue Saint-Gervais et l’Amicale des anciens élèves organisaient une réunion d'adieux dans l'établissement. Les allocutions et discours prononcés furent l'objet d'une plaquette, éditée l'année suivante, dont l'introduction renvoie à l'influence et les mérites reconnus de Charles Collier.
La raison officielle de ce départ était la santé de Charles Collier. Depuis 1921, le surmenage l'avait contraint à un repos annuel forcé en cure thermale à Royat (Puy-de-Dôme). Si la décision fut une surprise, Charles Collier l'avait déjà envisagée en 1924. Son carnet de retraite spirituelle, en date du 5 août 1924, évoquait une telle décision de sa tutelle (« Je reste à mon poste, alors que je croyais être relevé de mes fonctions.... il me faudra travailler spécialement à former mon successeur éventuel »). Le 24 septembre suivant, Georges Blanpain était officiellement nommé sous-directeur.
Ayant fait vœu d'obéissance, Charles Collier, acceptait, sans opposition (« muette souffrance »), une décision de ses supérieurs, toutefois qualifiée d'abrupte selon Louis Leter (« La cessation soudaine de son gouvernement, la rupture avec toutes les chères habitudes, l'éloignement de tous ceux et de tout ce qu'il aimait »). « Partir, avez-vous rappelé dans une autre enceinte, c'est mourir un peu. Pour vous, c'est seulement mourir un peu plus. » ajoutait l'un de ses élèves, Pierre Papon, lors de la cérémonie d'adieux, le 24 octobre 1926. L'attachement, réciproque, avec le supérieur général frère Allais-Charles (Jean Petiot) ne peut laisser envisager une autre cause à ce départ, même si les hypothèses d'une trop grande personnalisation de l'établissement avec la personne de Charles Collier, des convictions politiques plus modérées que son successeur ou de celles du cardinal-archevêque de Rouen, Mgr André du Bois de La Villerabel peuvent être évoquées.

### DeLembecq-lez-Hal(Belgique) àCaen(1926-1935)

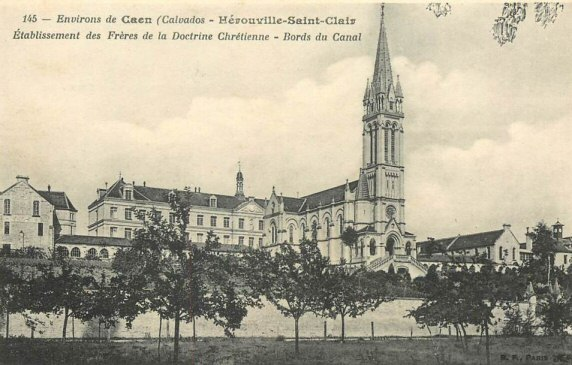
Le pensionnat et la maison de retraite des Frères à Hérouville-Saint-Clair.

À la demande du frère Allais-Charles, supérieur général, frère Adolphe-Joseph (il a repris son habit et son nom de frère des écoles chrétiennes) rejoint la maison-mère de Lembecq-lez-Hal (Belgique), où s'est transporté l'Institut après 1904, avec pour mission de poursuivre l'histoire de l'Institut (Annales de l'Institut) arrêtée en 1803. Il n'y reste que quelques mois (décembre 1926) du fait du climat froid et humide altérant sa santé. Revenu se reposer à Rouen, pour deux semaines, avant que ne soit décidé qu'il restât en Normandie de manière définitive, tel que l'annonçait Georges Blanpain dans Chez Nous. De mars à mai 1927, il assure le remplacement d'un professeur de français en classe de seconde et reprend ses éditoriaux dans Chez nous jusqu'en juillet.
Après un court séjour au Rancher, il rejoint, en décembre 1927, la maison de retraite des Frères d'Hérouville-la-Chapelle dont il assure la direction jusqu'en 1935. Ces années paraissent fades à côté de l'effervescence connue lors de son directorat. Louis Leter évoquera une « détresse morale » ajoutant « ce n'était pas le milieu où il pouvait donner toute sa mesure ».
Les voyages à Rouen, pour les jurys d'examen ou de concours, la correspondance avec ses anciens élèves ou la rédaction d'œuvres anonymes telles la refonte de la biographie du frère Léon de Jésus, la notice nécrologique du frère Allais-Charles, supérieur général mort le 24 mai 1928 étaient pour lui des diversions à la monotonie caennaise.
La réouverture du pensionnat Saint-Pierre de Dreux, en avril 1929, donna l'espoir à nombre d'anciens élèves qu'il en devienne le nouveau directeur (« Y songea-t-on sérieusement ? Le désirait-il ? ... Cela ne fut point. » écrira Louis Leter dans sa biographie). Peu de temps avant le décès du supérieur général, frère Adrien, Charles Collier demandait une mutation qu'il n'obtenait pas.

### Retour à Paris (1935-1940)

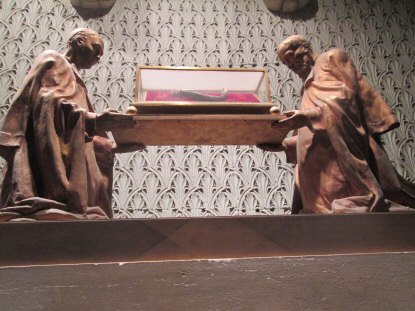
Reliquaire du pensionnat Jean-Baptiste-de-La-Salle, Rouen.

En avril 1935, frère Adolphe-Joseph est appelé par le frère François de Sales, secrétaire général de l'Institut, à rejoindre Paris pour la rédaction d'un cours d'instruction religieuse à destination des grands élèves des pensionnats des Frères des écoles chrétiennes. Ayant rejoint la Procure, maison d'édition de l'Institut où son père travailla après ses déboires commerciaux, frère Adolphe-Joseph ne put continuer le travail entamé du fait de divergences sur son contenu. 
Il resta cependant aux côtés du secrétaire général, rédigea la notice chronologique du frère Adrien, multiplia les discours lors des Noces d'or du pensionnat de Caen, de la remise des prix à Saint-Pierre de Dreux, les conférences sur l'enseignement, l'éducation, L'école chrétienne et son rôle à l'heure présente (Caen, novembre 1939), écrit de nombreux articles et études sur Saint Jean-Baptiste de La Salle et les pauvres (1938), L'exposition du pensionnat de Froyennes (Belgique) : Religion 1937 (1938), Les vocations enseignantes (1939), le cinquantenaire de la béatification de Jean-Baptiste de La Salle (1938), L'Action catholique à l'École (1937), Qu'est-ce-qu'un frère des écoles chrétiennes (1939), reprit sa fonction professorale d'été à la maison du Rancher ou à la Décade pédagogique de Lille (1938) et collabora aux tomes II et III de l’Histoire générale de l'institut des Frères des Écoles chrétiennes en France de Georges Rigault.
En janvier 1937, à l'occasion du transfert des reliques de saint Jean-Baptiste de La Salle vers le nouveau siège de l'Institut à Rome, le supérieur général, frère Junien-Victor (Auguste Détharré), en accorde un fragment au pensionnat de Rouen. Le secrétaire général, frère François de Sales, confia au frère Adolphe-Joseph le soin de l'esquisse et de surveiller la réalisation du reliquaire. Frère Adolphe-Joseph participa à la réception solennelle du 24 mai 1937 à Rouen.
La multiplicité des activités du frère Adolphe-Joseph aggravèrent son état de santé; le cœur, la vue donnèrent des signes d'affaiblissement. Déjà, en 1935, il écrivait dans son carnet personnel : « Physiquement, je me sens diminué : les forces déclinent, la santé est ébranlée ». En juillet 1939, il qualifiait sa mort de « sentiment de crainte salutaire » et s'interrogeait le 1er janvier 1940 (« Nouvelle année : j'en vois le début ... en verrai-je la fin ? »).
Le 22 mars 1940, jour du Vendredi saint, frère Adolphe-Joseph (Charles Collier) était frappé d'une congestion cérébrale. Il meurt le 30 mars, à 67 ans.
Sur la demande du directeur du pensionnat, André Doray, et du président de l'Amicale des anciens élèves, Joseph Carrière, le corps de Charles Collier fut ramené à Rouen le 2 avril 1940. Ses obsèques eurent lieu dans la chapelle du pensionnat le 5 avril. Il fut inhumé dans le caveau des anciens professeurs au cimetière de Bonsecours, non loin de la basilique.

## Participation à la rédaction d’ouvrages
- Georges Rigault, Histoire générale de l'institut des Frères des Écoles chrétiennes en France, Paris, Librairie Plon :
  - Tome II, Les disciples de saint Jean-Baptiste de La Salle dans la société du XVIIIe siècle, 1938, 653 pages ;
  - Tome III, La Révolution française, 1940, 650 pages.